# Фріц-Вільгельм Грімм
Фріц-Вільгельм Грімм (нім. Fritz-Wilhelm Grimm; 26 серпня 1893, Шпаєр — 22 листопада 1967, Трір) — керівник Імперської залізниці Тріра, кавалер Лицарського хреста Хреста Воєнних заслуг з мечами.

## Нагороди[1]
- Хрест Воєнних заслуг 2-го класу з мечами
- Хрест Воєнних заслуг 1-го класу з мечами
- Лицарський хрест Хреста Воєнних заслуг з мечами (7 грудня 1943)